# 3759 Piironen
3759 Piironen eller 1984 AP är en asteroid i huvudbältet som upptäcktes den 8 januari 1984 av den amerikanske astronomen Edward L.G. Bowell vid Anderson Mesa Station. Den är uppkallad efter den finske astronomen Jukka Piironen.
Asteroiden har en diameter på ungefär 32 kilometer.